# Textura (písmo)

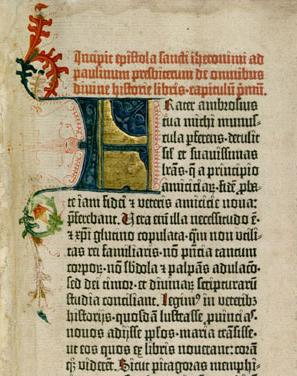
Ukázka z Gutenbergovy bible sázené texturou

Textura (lat. tkanina), gothica textualis formata, známá také jako misálové písmo, je gotické písmo, kaligrafická gotická minuskula. Textura jako zvláštní forma minuskuly se vyvinula 13. století (resp. okolo roku 1300) v severní Francii a velmi záhy se stala dominantní mezi knižními písmy a užívána byla až do 15. století. Textura získala své označení díky tomu, že pokrývá popsaný list pravidelně a tahy pera tvoří dojem protkání. Textura byla použita také pro Gutenbergovu bibli jako tiskové písmo. V 15. století je textura nahrazena novogotickými písmy, i když výjimečně se i později stala podkladem pro sadu tiskového písma.